# Pinsaguel

Pinsaguel este o comună în departamentul Haute-Garonne din sudul Franței. În 2009 avea o populație de 2.574 de locuitori.

## Evoluția populației
| An        | 1975  | 1982  | 1990  | 1999  | 2006  | 2009  |
| --------- | ----- | ----- | ----- | ----- | ----- | ----- |
| Populație | 1.827 | 1.970 | 2.603 | 2.466 | 2.583 | 2.574 |